# مانفرد گیر
مانفرد گیر (انگلیسی: Manfred Geyer؛ زادهٔ ۲۳ مهٔ ۱۹۵۱) ورزشکار دوگانه اهل آلمان شرقی است.